# Ведьма (река)
Ведьма (бел. Ведзьма) — река в Беларуси, протекает по территории Несвижского района Минской области и Ляховичского района Брестской области.
Впадает в Щару по левому берегу в районе Ляховичского водохранилища.
На реке расположены город Ляховичи, деревни Кореневщина и Новосёлки.

## Описание
Длина реки — 35 км, площадь водосборного бассейна — 267 км². Расход воды в районе устья — 1,6 м³/с. Средний уклон водной поверхности 0,8 ‰. Основные притоки Ордянка и Шевелевка.
Берёт своё начало у деревни Слобода Несвижского района, впадает в Щару на северо-восток от деревни Задворье Ляховичского района. Щара после впадения в неё реки Ведьмы (ниже деревни Хотяж) более полноводна и считается сплавной.

## Происхождение названия
Название реки не имеет ничего общего с демоническим существом, это простое созвучие либо фонетическая подгонка непонятного названия под известное слово. В гидрониме Ведьма имеется древний интернациональный корень вед-, означающий воду. Это название, как следует из наличия суффикса-форманта -ма, оставил народ финно-угорского происхождения. Топоним Ведьма также может восходить к прибалтийско-финскому, саамскому термину едома, vɛiDom «большая гора с густым лесом».